# Danse en Inde

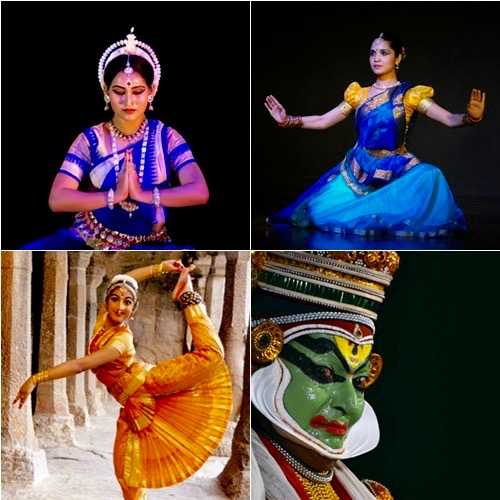
La danse en Inde inclut la classique (ci-dessus), la semi-classique, le folk et la danse tribale.

La danse en Inde connaît de nombreux styles, généralement considérés comme classiques ou folk. Comme les autres aspects de la culture Indienne, les différentes formes de danses sont originaires des différentes régions de l'Inde, élaborées selon les traditions locales et également puisées dans des éléments provenant d'autres parties du pays.
La danse indienne comprend entre autres beaucoup de danses rituelles et de théâtre dansé.

## Significations religieuses de la danse

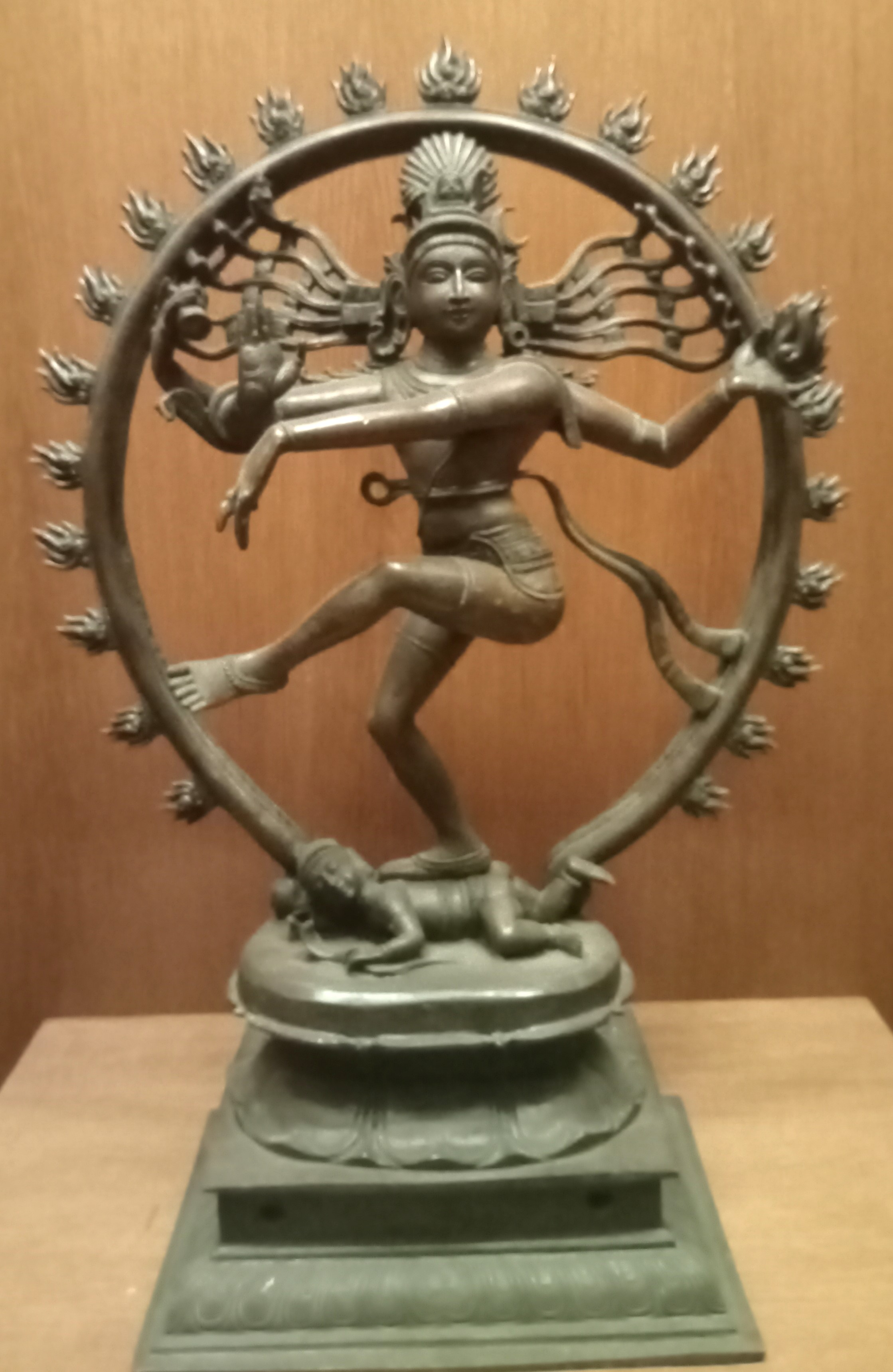
Statuette de Nataraja en bronze (empire Vijayanagar)

Dans la religion hindoue, la danse est reliée au monde religieux, notamment à travers le Tandava, danse cosmique effectuée par le dieu Shiva sous sa forme Nataraja (littéralement "roi de la danse").

## Classification des danses traditionnelles
Les danses indiennes traditionnelles sont généralement classées en fonction de leur appartenance à la danse classique ou à la danse folklorique. Cette catégorisation viendrait d’une utilisation politique différente des danses indiennes.
D’un côté, les danses traditionnelles (ou danses folks) et danses tribales, permettent de représenter la diversité culturelle indienne, et la richesse ethnique des minorités en Inde.
D’un autre côté, la catégorisation de certaines danses en danses dites classiques, notamment en recherchant et établissant volontairement un lien avec des textes anciens comme le Natyashastra, permet de représenter une culture indienne plus élitiste et intellectuelle, et institutionnalisée.
Pour certains chercheurs , il s’agit d’une véritable « invention de la tradition » pendant la décolonisation, avec un discours officiel insistant sur la qualité ancestrale, pure et historique des danses indiennes dites classiques.
La reconnaissance d'une danse comme classique permet de valoriser la sophistication et le raffinement de cette danse, mais relègue les danses "folkloriques" à un niveau subalterne. La classification peut être considérée comme arbitraire, et n'est pas fixe : la Sangeet Natak Akademi (en) (académie indienne nationale de danse et de musique) compte aujourd'hui huit styles de danses classiques, mais ce nombre a évolué au cours du temps. Restreinte en 1958 au Bharatanatyam, Kathak, Manipuri et Kathakali, l'appellation "danse classique" s'est officiellement étendue au Kuchipudi, à l'Odissi et au Mohiniattam entre les années 1950 et 1960, puis à la danse Sattryia en 2000. D'autres danses non considérées comme classique par l'académie tentent d'obtenir cette reconnaissance, et la danse Chhau, bien que non reconnue classique par l'académie, l'est par le ministère de la culture indien.

## Danses classiques
Sangeet Natak Akademi, l'académie nationale des arts de la scène en Inde, reconnaît huit danses traditionnelles comme les danses classiques indiennes, tandis que d'autres sources et chercheurs en reconnaissent davantage,. Ces danses ont des racines dans le texte sanskrit Natya Shastra et les arts religieux du spectacle de l'hindouisme,,.
Les danses classiques sont codifiées de manière stricte, et leur apprentissage requiert rigueur et temps.

## Danses folkloriques et tribales

### Danse de régions bengalis
- Chhau, danse semi-classique de tradition martiale et folklorique. Originaire de la région de Kalinga (Odisha), mais aussi dansée au Bengale Occidental et à Jharkhand.
- Jatra, théâtre populaire et traditionnel bengali comprenant des danses.

### Danses du Nord de l'Inde et du Pakistan
- Bhangra, danse du Pendjab.
- Chholiya, danse avec épée de l'Uttarakhand.
- Garba, danse du Gujarat, exécutée pendant les neuf jours du festival hindou Navarātrī.
- Giddha, danse féminine du Pendjab.
- Kalbelia, danse du peuple kalbelia du Rajasthan.
- Khattak (danse) (en) (à ne pas confondre avec la danse classique Kathak), danse des pachtounes au Pakistan.
- Kikkli, danse féminine du Pendjab.
- Lavani (en), danse du Maharashtra.
- Tamasha, théâtre traditionnel marathi, souvent accompagné de danses et de chants.

#### Danses himalayennes
- Cham et Singhi Chham, ensemble de danses rituelles du bouddhisme tibétain.

### Danses du Nord-Est de l'Inde
- Bihu (danse) (en), danse de l'Assam, réalisée pendant le festival de Bihu.
- Dewgharar Dev-Natir Nritya, danse de l'Assam.
- Sankitarna, danse de Manipur.
- Savaguwa et Rang-guwa Ojapali, danse de l'Assam.

### Danses du sud de l'Inde
- Bhagavata Mela, danse théâtrale du Tamil Nadu, (Thanjavur), dansée par des groupes d'hommes.
- Karakattam, danse du Tamil Nadu dont les interprètes tiennent un pot en équilibre sur leur tête.
- Kutiyattam, théâtre dansé du Kerala.
- Theyyam, un rituel religieux dansé du Kerala.
- Yakshagana, théâtre musical et dansé du Karnataka.

## Danses contemporaines

### Danse bollywood
La danse bollywood désigne tous les styles de danses utilisés dans les films bollywood. Les styles utilisés sont très larges et ont donné lieu à des sous-genres comme les item song ou le Dappankuthu (en).